# Xylocopa olivieri
Xylocopa olivieri är en biart som beskrevs av Amédée Louis Michel Lepeletier 1841. Den ingår i släktet snickarbin och familjen långtungebin. Inga underarter finns listade i Catalogue of Life. Arten förekommer på Balkan, i södra Östeuropa och Västasien.

## Beskrivning
Xylocopa olivieri är ett tämligen stort bi, honan har en kroppslängd av 16 till 18 mm, hanen 16 till 19 mm. Huvud och mellankropp har kraftig, grågul behåring. Bakkroppen är brunsvart, men tergiternas bakkanter har grågula hårband.

## Utbredning
Utbredningsområdet omfattar Albanien, Grekland, Cypern, Nordmakedonien, Rumänien södra delen av det europeiska Ryssland och vidare österut till Israel och Iran. Arten är förhållandevis vanlig, och populationen förefaller stabil. IUCN klassificerar arten som livskraftig ("LC").

## Ekologi
Habitatet utgörs av buskvegetation av medelhavstyp och gräsmarke⁹r. Arten är polylektisk, den flyger till blommande växter från flera familjer, av vilka den föredrar ärtväxter, tistlar bbland korgblommiga växter och kransblommiga växter.

### Bobyggnad
Artens undersläkte (Proxylocopa) är det enda undersläktet i släktet där honan bygger sina larvbon i jord (de övriga arterna gräver ut bogångar i trä). Bona grävs ut i sluttningar med ett kraftigt matjordslager. Ett bo innehåller 3 till 6 celler, var och en inrymmande ett ägg.

## Bildgalleri

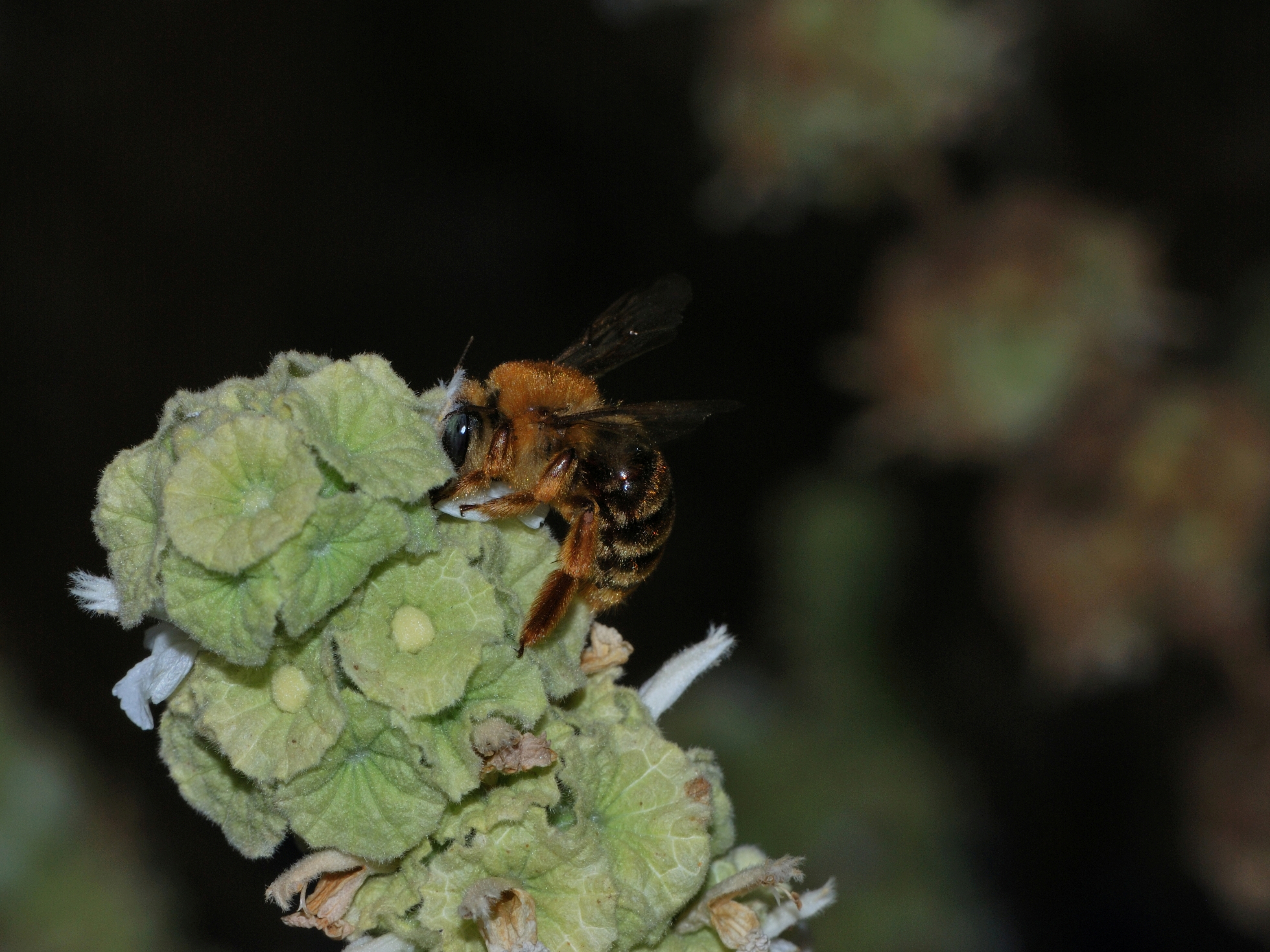
Hona på bosyskan Ballota undulata.
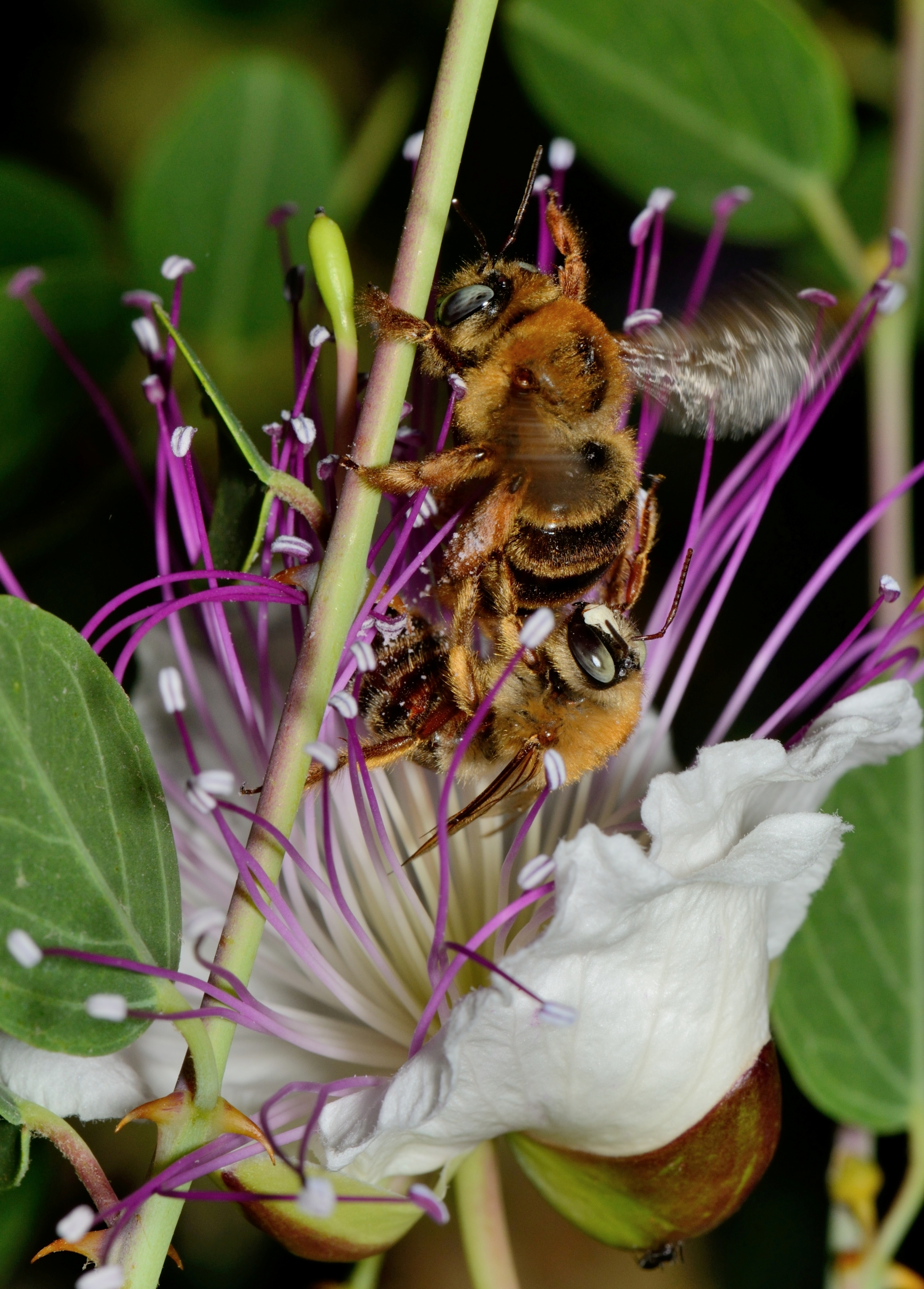
Hane och hona under parning.